# Makram Ben Romdhane
Makram Ben Romdhane (in arabo مكرم بن رمضان‎?; Susa, 27 marzo 1989) è un cestista tunisino.
Il suo nome è anche noto come Macram o Makrem.

## Carriera
Con la Tunisia ha disputato i Giochi olimpici di Londra 2012, due edizioni dei Campionati mondiali (2010, 2019) e sei dei Campionati africani (2009, 2011, 2013, 2015, 2017, 2021).

## Palmarès

### Club
- FIBA Africa Clubs Champions Cup: 1

Étoile du Sahel: 2011
- Campionato tunisino: 5

Étoile du Sahel: 2006–07, 2008–09, 2010–11, 2011–12, 2012–13
- Campionato libanese: 1

Homenetmen: 2017-18
- Campionato portoghese: 2

Benfica: 2021-22, 2022-23
- Coppa di Tunisia: 4

Étoile du Sahel: 2011, 2012, 2013, 2016
- Coppa di Portogallo: 1

Benfica: 2023
- Supercoppa del Portogallo: 1

Benfica: 2023

### Individuali
- MVP AfroBasket:1

2021
- MVP FIBA Africa Clubs Champions Cup: 1

2011